# Голос. 60+
«Голос. 60+» — российское развлекательное вокальное шоу талантов. Российская адаптация нидерландского формата «The Voice Senior». Версия проекта «Голос» для конкурсантов старшего возраста (от 60 лет).
Премьера первого сезона в эфире «Первого канала» состоялась 14 сентября 2018 года.

## Формат
Основная задача шоу — поиск и отбор универсальных вокалистов, поющих не только в разных жанрах, но и на отличных от родного языках.
Дополнительная особенность формата — все участники проекта отбираются не по внешним, а по вокальным данным. При этом в связи с отсутствием жанровых критериев участники могут демонстрировать аудитории и жюри свои вокальные способности как в исполнении джаза или рока, так и народных песен или классического вокала.
Участниками шоу в основном являлись уже состоявшиеся музыканты, прошедшие определённую школу мастерства, в связи с чем наставники проекта не ставили перед конкурсантами задачу измениться, «сломать» свой подход к репертуару и стилю, а напротив, пытаются выбрать наиболее близких для себя по манере исполнителей, чтобы дать им возможность наиболее эффективной творческой реализации перед телевизионной аудиторией, став таким образом ещё популярнее.

## Правила
Решением продюсеров проекта «Голос» кастинг в шоу является открытым для любого гражданина России в возрасте от 60 лет. Для участия достаточно подать заявку в виде записи своего пения.
Центральными фигурами шоу являются четыре наставника, которые проводят набор участников в свои команды. Задача признанных мастеров сцены — набрать собственную команду исполнителей и впоследствии произвести в несколько этапов отбор претендента на победу в финале телешоу.
Шоу включает следующие этапы:
Слепые прослушиванияВсе участники, прошедшие кастинг, исполняют по одной песне. Во время исполнения жюри наставников располагается перед сценой в глубоких креслах спиной к исполнителю, таким образом слыша его голос, но не видя его самого. Любой из наставников во время исполнения может нажать кнопку выбора, означающую, что данный наставник готов принять данного участника в свою команду — тогда его кресло разворачивается лицом к участнику. Если кнопку выбора нажали двое или более наставников — участник имеет право выбрать любого из них. Если кнопку выбора за время исполнения номера не нажал ни один из наставников — участник выбывает из шоу. Размер команды каждого из наставников ограничен 5 участниками (4 участниками — 1-2 сезоны); набрав нужное количество исполнителей, он теряет право выбора, однако в 1 сезоне Пелагея имела в команде 5 человек.
НокаутыУ каждого наставника в команде 5 участников (4 участника — 1-2 сезоны) . Каждый участник исполнит песню сольно. По результатам исполнения наставник выбирает двух вокалистов, кто останется в проекте. К концу этапа в команде каждого из наставников остаётся по 2 участника, которые становятся финалистами.
ФиналВ финале шоу финалисты каждого наставника соревнуются уже непосредственно друг с другом. Телезрители определяют победителя прямым телефонным (в 1 сезоне) и СМС голосованием (начиная с 2 сезона — только СМС-голосованием). Кроме того, в финале будет объявлено имя лучшего наставника сезона (во 2 сезоне лучшего наставника не выбирали), за которого отдано больше всего голосов.

## Ведущие
| Ведущий        | Сезоны | Сезоны | Сезоны | Сезоны | Сезоны |
| Ведущий        | 1      | 2      | 3      | 4      | 5      |
| -------------- | ------ | ------ | ------ | ------ | ------ |
| Дмитрий Нагиев |        |        |        |        |        |
| Лариса Гузеева |        |        |        |        |        |

## Наставники
| Наставник          | Сезоны | Сезоны | Сезоны | Сезоны | Сезоны |
| Наставник          | 1      | 2      | 3      | 4      | 5      |
| ------------------ | ------ | ------ | ------ | ------ | ------ |
| Леонид Агутин      |        |        |        |        |        |
| Пелагея            |        |        |        |        |        |
| Лев Лещенко        |        |        |        |        |        |
| Валерий Меладзе    |        |        |        |        |        |
| Валерия            |        |        |        |        |        |
| Михаил Боярский    |        |        |        |        |        |
| Тамара Гвердцители |        |        |        |        |        |
| Елена Ваенга       |        |        |        |        |        |
| Гарик Сукачёв      |        |        |        |        |        |
| Стас Намин         |        |        |        |        |        |
| Лайма Вайкуле      |        |        |        |        |        |
| Валерий Леонтьев   |        |        |        |        |        |
| Олег Газманов      |        |        |        |        |        |
| Валерий Сюткин     |        |        |        |        |        |
| Александр Малинин  |        |        |        |        |        |
| Игорь Корнелюк     |        |        |        |        |        |

Состав наставников первого сезона состоял из четвёрки известных российских музыкантов:
- Леонид Агутин — советский российский певец, поэт-песенник, композитор, заслуженный артист РФ, наставник проектов «Голос» и «Голос. Дети».
- Пелагея — российская фолк-рок-певица, основательница и солистка группы «Пелагея», наставница проектов «Голос» и «Голос. Дети».
- Лев Лещенко — советский и российский певец, поэт-песенник, заслуженный артист РСФСР, народный артист РСФСР.
- Валерий Меладзе — российский певец, продюсер, заслуженный артист РФ, наставник проекта «Голос. Дети»[a].

Во втором сезоне состав наставников был изменён. В проекте остались Пелагея и Лев Лещенко, а новыми наставниками стали:
- Валерия — российская певица, автор песен, заслуженная артистка РФ, народная артистка РФ, наставница украинского проекта «Голос країни».
- Михаил Боярский — советский и российский актёр, певец, музыкант, заслуженный артист РСФСР, народный артист РСФСР.

В третьем сезоне состав наставников вновь подвергся изменениям. В проекте остался лишь Лев Лещенко, а новыми наставниками стали:
- Тамара Гвердцители — советская, грузинская и российская эстрадная певица, пианистка, заслуженная артистка Грузинской ССР, народная артистка Грузинской ССР, народная артистка РФ, наставница украинского проекта «Голос країни».
- Елена Ваенга — российская эстрадная певица, композитор, лауреатка премий «Шансон года» и «Золотой граммофон».
- Гарик Сукачёв — советский и российский рок-музыкант, поэт, композитор.

В четвёртом сезоне состав наставников кардинально изменился. Новыми наставниками стали:
- Стас Намин — советский и российский музыкант, композитор, продюсер, создатель и лидер группы «Цветы».
- Лайма Вайкуле — советская и латвийская эстрадная певица, народная артистка Латвийской Республики.
- Валерий Леонтьев — советский и российский певец, композитор, народный артист РФ, заслуженный артист Украинской ССР.
- Олег Газманов — советский и российский певец, композитор, поэт, заслуженный артист РФ, народный артист РФ.

В пятом сезоне состав наставников почти полностью обновился. После пропуска сезона в него вернулась Елена Ваенга, а новыми наставниками стали:
- Валерий Сюткин — советский и российский певец, музыкант, автор песен группы «Браво», заслуженный артист РФ, наставник проекта «Голос».
- Александр Малинин — советский и российский певец, композитор, заслуженный артист РСФСР, народный артист РФ, народный артист Украины.
- Игорь Корнелюк — советский и российский певец, композитор, заслуженный деятель искусств РФ.

## Сезоны
| Команда Агутина Команда Пелагеи Команда Лещенко Команда Меладзе | Команда Валерии Команда Боярского Команда Гвердцители Команда Ваенги | Команда Сукачёва Команда Намина Команда Вайкуле Команда Леонтьева | Команда Газманова Команда Сюткина Команда Малинина Команда Корнелюка |

| Сезон | Премьера         | Финал          | Победитель          | 2 место              | 3 место            | 3 место            | Победивший наставник | Лучший наставник | Ведущий        | Наставники     | Наставники         | Наставники       | Наставники      |
| Сезон | Премьера         | Финал          | Победитель          | 2 место              | 3 место            | 3 место            | Победивший наставник | Лучший наставник | Ведущий        | 1              | 2                  | 3                | 4               |
| ----- | ---------------- | -------------- | ------------------- | -------------------- | ------------------ | ------------------ | -------------------- | ---------------- | -------------- | -------------- | ------------------ | ---------------- | --------------- |
| 1     | 14 сентября 2018 | 5 октября 2018 | Лидия Музалёва      | Евгений Стругальский | Николай Арутюнов † | Сергей Манукян     | Пелагея              | Пелагея          | Дмитрий Нагиев | Леонид Агутин  | Пелагея            | Лев Лещенко      | Валерий Меладзе |
| 2     | 13 сентября 2019 | 4 октября 2019 | Леонид Сергиенко    | Юрий Шиврин          | Владимир Грицык    | Елена Гурилёва     | Пелагея              | Не выбирался.    | Дмитрий Нагиев | Лев Лещенко    | Пелагея            | Валерия          | Михаил Боярский |
| 3     | 4 сентября 2020  | 2 октября 2020 | Дина Юдина          | Пётр Таренков        | Ирина Аникина      | Татьяна Шупеня     | Тамара Гвердцители   | Лев Лещенко      | Дмитрий Нагиев | Лев Лещенко    | Тамара Гвердцители | Елена Ваенга     | Гарик Сукачёв   |
| 4     | 3 сентября 2021  | 1 октября 2021 | Михаил Серебряков † | Евгений Соломин      | Андрей Михайлов    | Пётр Урбановичус   | Олег Газманов        | Олег Газманов    | Дмитрий Нагиев | Стас Намин     | Лайма Вайкуле      | Валерий Леонтьев | Олег Газманов   |
| 5     | 4 сентября 2022  | 2 октября 2022 | Раиса Дмитренко     | Виктор Зорин         | Светлана Иванова   | Александр Рожников | Елена Ваенга         | Валерий Сюткин   | Лариса Гузеева | Валерий Сюткин | Александр Малинин  | Елена Ваенга     | Игорь Корнелюк  |

## Обзор сезонов
Участники, чьи имена выделены жирным шрифтом, являются победителями сезонов.

### Сезон 1
Премьера первого сезона проекта «Голос. 60+» состоялась 14 сентября 2018 года. Наставниками в премьерном сезоне стали Леонид Агутин, Пелагея, Лев Лещенко и Валерий Меладзе; ведущим — Дмитрий Нагиев.
От каждого наставника в финал прошли два вокалиста:
| Леонид Агутин    | Пелагея        | Лев Лещенко          | Валерий Меладзе |
| Николай Арутюнов | Лидия Музалёва | Евгений Стругальский | Сергей Манукян  |
| Николай Агутин   | Ольга Муравина | Виктор Зуев          | Наталия Спевак  |

Четыре вокалиста (по одному от каждого наставника) прошли в Суперфинал. Лидия Музалёва с 51,7 % голосов телезрителей стала победителем проекта, Евгений Стругальский занял второе место, а Сергей Манукян и Николай Арутюнов поделили третье место, соответственно.
С результатом в 38 % лучшим наставником сезона стала Пелагея.

### Сезон 2
Премьера второго сезона состоялась 13 сентября 2019 года. Пелагея и Лев Лещенко остались в качестве наставников, а Леонида Агутина и Валерия Меладзе заменили Михаил Боярский и Валерия. Ведущим проекта вновь стал Дмитрий Нагиев.
От каждого наставника в финал прошли два вокалиста:
| Лев Лещенко              | Пелагея          | Валерия          | Михаил Боярский |
| Юрий Шиврин              | Леонид Сергиенко | Владимир Грицык  | Елена Гурилёва  |
| Галина и Ольга Богдановы | Михаил Рыжов     | Людмила Пахомова | Владимир Лаптев |

Четыре вокалиста (по одному от каждого наставника) прошли в Суперфинал. Леонид Сергиенко с 70,1 % голосов телезрителей стал победителем проекта, Юрий Шиврин занял второе место, а Елена Гурилёва и Владимир Грицык поделили третье место, соответственно.

### Сезон 3
Премьера третьего сезона состоялась 4 сентября 2020 года. Лев Лещенко остался в проекте, а Пелагею, Валерию и Михаила Боярского заменили Тамара Гвердцители, Елена Ваенга и Гарик Сукачёв. Ведущим проекта вновь стал Дмитрий Нагиев.
| Лев Лещенко       | Тамара Гвердцители | Елена Ваенга        | Гарик Сукачёв  |
| Пётр Таренков     | Дина Юдина         | Ирина Аникина       | Татьяна Шупеня |
| Валерий Кучеренко | Всеволод Ушаков    | Вячеслав Ольховский | Галина Грозина |

Четыре вокалиста (по одному от каждого наставника) прошли в Суперфинал. Дина Юдина с 59,6 % голосов телезрителей стала победителем проекта, Пётр Таренков занял второе место, а Ирина Аникина и Татьяна Шупеня поделили третье место, соответственно.
С результатом в 31 % лучшим наставником сезона стал Лев Лещенко.

### Сезон 4
Премьера четвёртого сезона состоялась 3 сентября 2021 года. Состав наставников обновился полностью: красные кресла заняли Стас Намин, Лайма Вайкуле, Валерий Леонтьев и Олег Газманов. Ведущим проекта вновь стал Дмитрий Нагиев.
| Стас Намин      | Лайма Вайкуле   | Валерий Леонтьев | Олег Газманов     |
| Андрей Михайлов | Евгений Соломин | Пётр Урбановичус | Михаил Серебряков |
| Ольга Котова    | Николай Гусев   | Мухамед Гайфулин | Михаил Дроздецкий |

Четыре вокалиста (по одному от каждого наставника) прошли в Суперфинал. Михаил Серебряков с 79,5 % голосов телезрителей стал победителем проекта, Евгений Соломин занял второе место, а Пётр Урбановичус и Андрей Михайлов поделили третье место, соответственно.
С результатом в 52 % лучшим наставником сезона стал Олег Газманов.

### Сезон 5
Премьера пятого сезона состоялась 4 сентября 2022 года. Состав наставников снова обновился полностью: в проект после пропуска сезона вернулась Елена Ваенга, новыми наставниками стали Валерий Сюткин, наставник «Голоса», Александр Малинин и Игорь Корнелюк. Впервые в истории проекта поменялся ведущий: место Дмитрия Нагиева заняла Лариса Гузеева.
| Валерий Сюткин   | Александр Малинин  | Елена Ваенга     | Игорь Корнелюк  |
| Светлана Иванова | Александр Рожников | Раиса Дмитренко  | Виктор Зорин    |
| Алексей Казаков  | Михаил Рыжов       | Лариса Соловьёва | Сергей Щербаков |

Четыре вокалиста (по одному от каждого наставника) прошли в Суперфинал. Раиса Дмитренко с 62,3 % голосов телезрителей стала победителем проекта, Виктор Зорин занял второе место, Светлана Иванова и Александр Рожников поделили третье место, соответственно.
С результатом в 31 % лучшим наставником сезона стал Валерий Сюткин.

## Голосование за лучшего Наставника
| Сезон                                     | Лучший Наставник | Лучший Наставник | Лучший Наставник | Лучший Наставник | Лучший Наставник | Лучший Наставник | Лучший Наставник   | Лучший Наставник |
| Сезон                                     | 1 место          | %                | 2 место          | %                | 3 место          | %                | 4 место            | %                |
| ----------------------------------------- | ---------------- | ---------------- | ---------------- | ---------------- | ---------------- | ---------------- | ------------------ | ---------------- |
| 1                                         | Пелагея          | 38 %             | Леонид Агутин    | 31 %             | Валерий Меладзе  | 16 %             | Лев Лещенко        | 15 %             |
| Во 2 сезоне Лучший Наставник не выбирался |                  |                  |                  |                  |                  |                  |                    |                  |
| 3                                         | Лев Лещенко      | 31 %             | Елена Ваенга     | 25 %             | Гарик Сукачёв    | 22 %             | Тамара Гвердцители | 22 %             |
| 4                                         | Олег Газманов    | 52 %             | Стас Намин       | 21 %             | Валерий Леонтьев | 17 %             | Лайма Вайкуле      | 10 %             |
| 5                                         | Валерий Сюткин   | 31 %             | Елена Ваенга     | 30 %             | Игорь Корнелюк   | 26 %             | Александр Малинин  | 13 %             |

## Рейтинги
Каждый российский телевизионный сезон стартует в конце августа и заканчивается в конце мая.
| Сезон | Время (МСК)       | Выпуски | Премьера         | Премьера          | Финал          | Финал             | ТВ сезон  | Зрители (рейтинг) |
| Сезон | Время (МСК)       | Выпуски | Дата             | Зрители (рейтинг) | Дата           | Зрители (рейтинг) | ТВ сезон  | Зрители (рейтинг) |
| ----- | ----------------- | ------- | ---------------- | ----------------- | -------------- | ----------------- | --------- | ----------------- |
| 1     | Пятница 21:30     | 4       | 14 сентября 2018 | 5,6               | 5 октября 2018 | 5,1               | 2018—2019 | 5,33              |
| 2     | Пятница 21:30     | 4       | 13 сентября 2019 | 4,8               | 4 октября 2019 | 4,9               | 2019—2020 | 4,87              |
| 3     | Пятница 21:30     | 5       | 4 сентября 2020  | 4,9               | 2 октября 2020 | 4,2               | 2020—2021 | 4,56              |
| 4     | Пятница 21:30     | 5       | 3 сентября 2021  | 3,8               | 1 октября 2021 | 3,9               | 2021—2022 | 3,8               |
| 5     | Воскресенье 19:05 | 5       | 4 сентября 2022  | 2,7               | 2 октября 2022 | 2,2               | 2022—2023 | 2,3               |

### Комментарии
1. ↑  В финале по причине гастролей Валерия Меладзе заменил его брат Константин Меладзе.